# Shout in the Rain
Singles de Anna Tsuchiya
Atashi
(2010) Stayin Alive / JUICY GIRL feat. The SAMOS / Master Blaster
(2011)
Shout in the Rain est le 12e single de Anna Tsuchiya sorti sous le label MAD PRAY RECORDS le 18 août 2010 au Japon.  Il atteint la 68e place du classement de l'Oricon, et reste classé pendant 1 semaine, pour un total de 1 083 exemplaires vendus.
Shout in the Rain et Gun! Gun! Love! se trouvent sur l'album Rule.

## Liste des titres
| 1. | Shout in the Rain           | Ayumi Miyazaki | Murayama Shinichirou, Denda Mao | 4:42 |
| 2. | Gun! Gun! Love!             | Anna Tsuchiya  | 赤松隆一郎, 和田耕平            | 3:43 |
| 3. | Atashi x ORE ~mash up PE'Z~ | Anna Tsuchiya  | Yusuke Itagaki                  | 3:52 |

| 1. | Shout in the Rain |  |